# Audi A2
Audi A2 je crossover mezi pětidveřovým hatchbackem a MPV vycházející z automobilové studie představené v roce 1997, vyráběný v letech 1999 - 2005. Vůz je koncipován jako čtyřmístný. Je postavený na povozkové platformě, která je společná se Škodou Fabií I, VW Polo IV či Seatem Ibiza III/Cordoba II. Tento model nikdy nebyl prodejním trhákem hlavně kvůli nadstandardní ceně. Nepomohl ani ekonomický model Audi A2 3L, který poháněl třívalcový turbodiesel 1.2 TDI 3L společně s automatickou převodovkou Tiptronic, který má spotřebu pouze 3 litry nafty na 100 km. Tento specifický model stál ve své době více než 20 000 EUR, což bylo i na vyspělý západní trh moc.

## Bezpečnost
Nárazové testy Euro NCAP absolvoval vůz v roce 2002. Za ochranu dospělých osob obdržel v případě čelního nárazu 10 bodů a v případě bočního nárazu 16 bodů. To stačilo na zisk čtyř hvězdiček z pěti. Ohleduplnost vozu vůči chodcům při nárazu pak byla hodnocena 5 body, což znamenalo zisk jedné ze čtyř hvězdiček.

## Fotogalerie

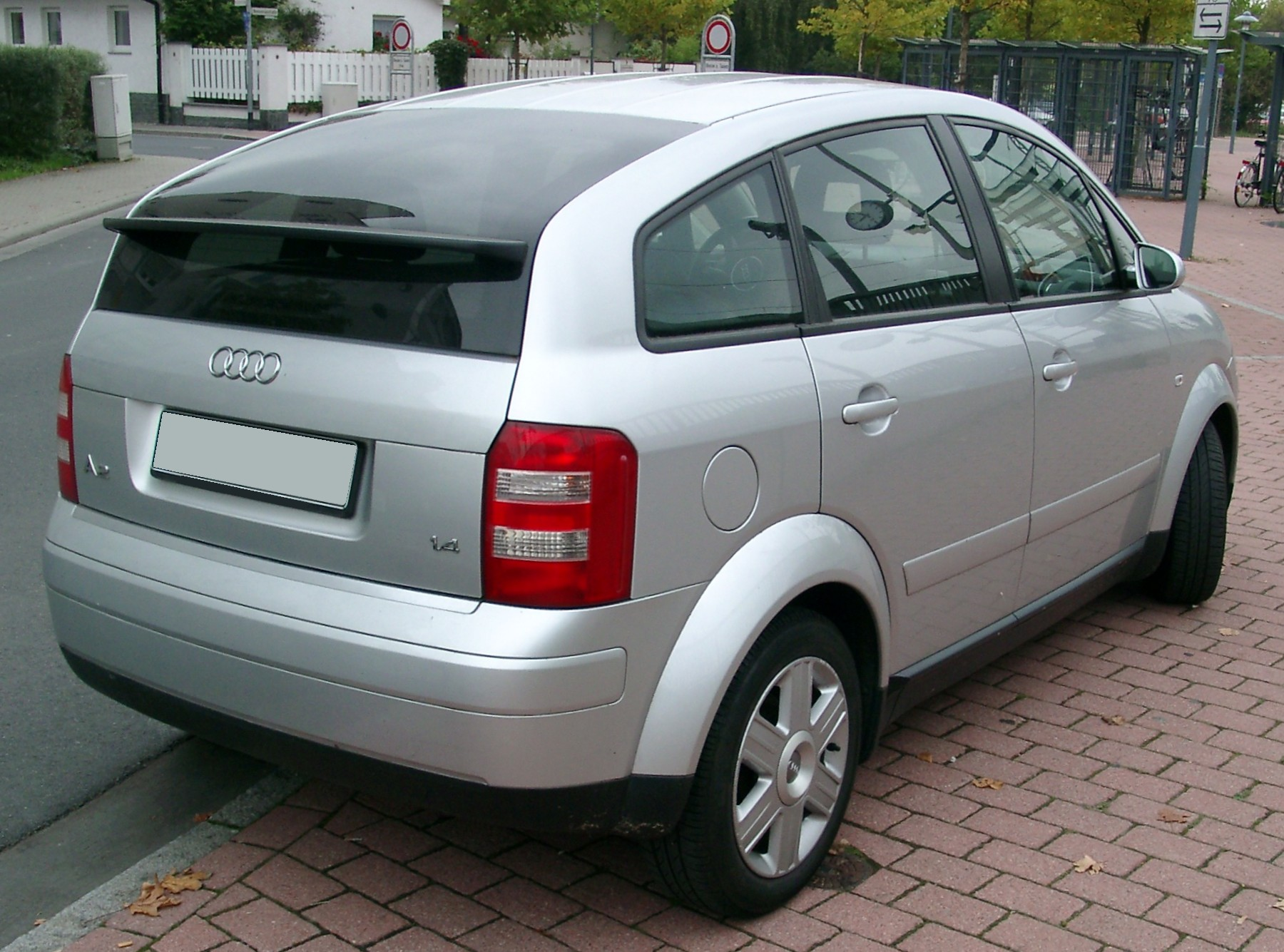
Audi A2 1,4 16V
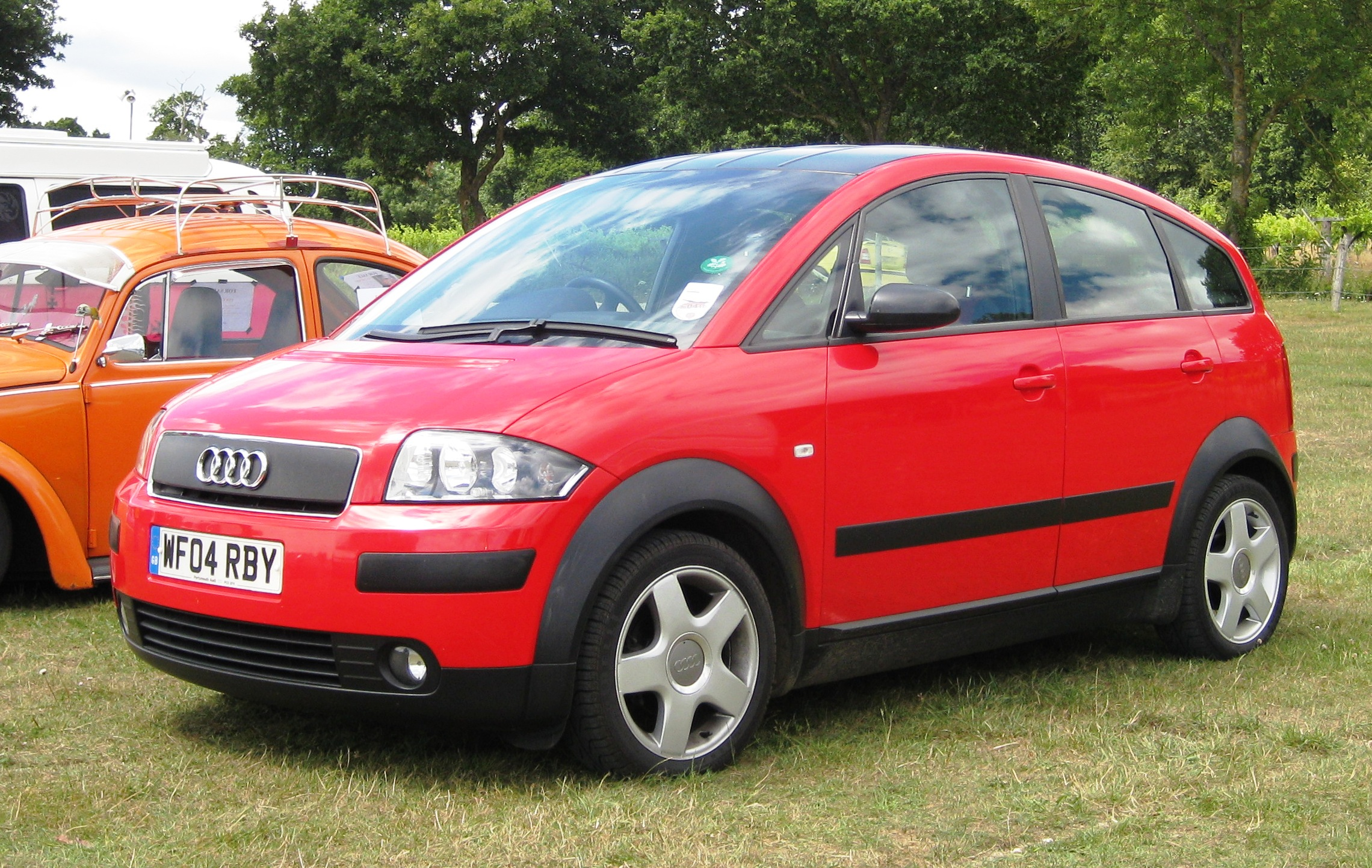
Audi A2 1,6 FSI
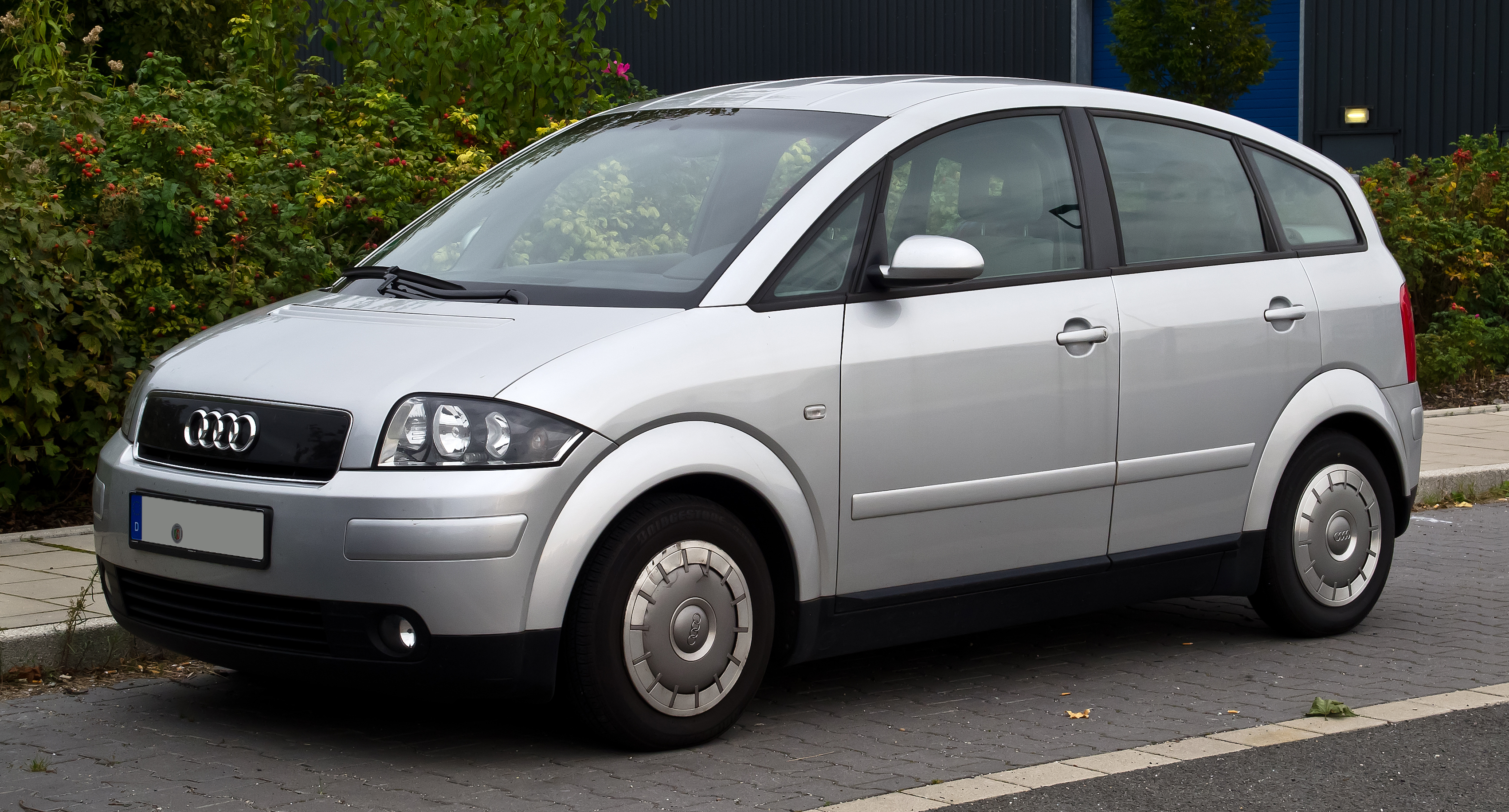
Audi A2 1,2 TDI 3L
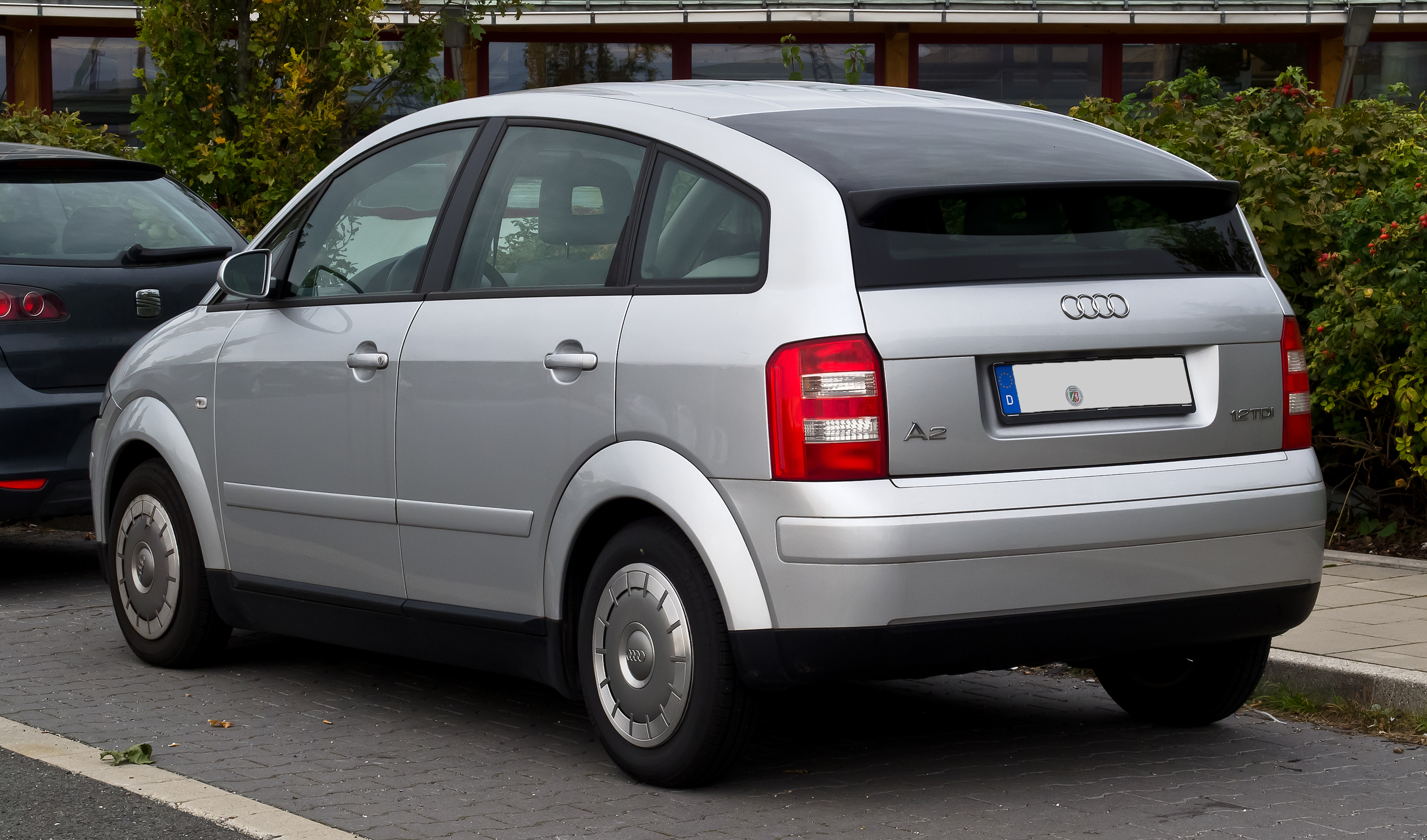
Audi A2 1,2 TDI 3L

## Motory
| Model           | Kód motoru      | Počet válců     | Počet ventilů   | Ventilový rozvod | Vrtání × zdvih [mm] | Zdvihový objem [cm3] | Kompresní poměr | Příprava směsi  | Přeplňování     | KAT             | Max. výkon [kW při ot./min] | Max. točivý moment [Nm při ot./min] | Období výroby   |
| Zážehové motory | Zážehové motory | Zážehové motory | Zážehové motory | Zážehové motory  | Zážehové motory     | Zážehové motory      | Zážehové motory | Zážehové motory | Zážehové motory | Zážehové motory | Zážehové motory             | Zážehové motory                     | Zážehové motory |
| --------------- | --------------- | --------------- | --------------- | ---------------- | ------------------- | -------------------- | --------------- | --------------- | --------------- | --------------- | --------------------------- | ----------------------------------- | --------------- |
| 1,4 16V         | AUA             | R4              | 16V             | DOHC             | 76,5 × 75,6         | 1595                 | 10,5:1          | MPI             | ne              | ano             | 55 (75) při 5500            | 126 při 3800                        | 11/1999–07/2005 |
| 1,4 16V         | BBY             | R4              | 16V             | DOHC             | 76,5 × 75,6         | 1595                 | 10,5:1          | MPI             | ne              | ano             | 55 (75) při 5500            | 126 při 3800                        | 11/1999–07/2005 |
| 1,6 FSI         | BAD             | R4              | 16V             | DOHC             | 76,5 × 86,9         | 1598                 | 12,0:1          | FSI             | ne              | ano             | 81 (110) při 5800           | 155 při 4400                        | 04/2002–07/2005 |
| Vznětové motory |                 |                 |                 |                  |                     |                      |                 |                 |                 |                 |                             |                                     |                 |
| 1,2 TDI 3L      | ANY             | R3              | 6V              | SOHC             | 76,5 × 86,4         | 1191                 | 19,5:1          | DI–PD           | VGT, IC         | ano             | 45 (61) při 4000            | 140 při 1800–2400                   | 03/2001–07/2005 |
| 1,4 TDI         | AMF             | R3              | 6V              | SOHC             | 75,5 × 95,5         | 1422                 | 19,5:1          | DI–PD           | VGT, IC         | ano             | 55 (75) při 4000            | 195 při 2200                        | 11/1999–07/2005 |
| 1,4 TDI         | BHC             | R3              | 6V              | SOHC             | 75,5 × 95,5         | 1422                 | 19,5:1          | DI–PD           | VGT, IC         | ano             | 55 (75) při 4000            | 195 při 2200                        | 11/1999–07/2005 |
| 1,4 TDI         | ATL             | R3              | 6V              | SOHC             | 75,5 × 95,5         | 1422                 | 18,5:1          | DI–PD           | VGT, IC         | ano             | 66 (90) při 4000            | 230 při 1900–2200                   | 11/2003–07/2005 |